# Liste des US Routes en Utah
Les US Routes en Utah font partie du réseau des US Routes. Celles-ci sont entretenues par le Utah Department of Transportation (UDOT).

## Liste
| Numéro | Longueur (mi) | Longueur (km) | Terminus sud / ouest                                      | Terminus nord / est                                          | Créée | Notes                      |
| ------ | ------------- | ------------- | --------------------------------------------------------- | ------------------------------------------------------------ | ----- | -------------------------- |
| US 6   | 373,96        | 601,84        | US 6 / US 50 à la frontière du Nevada près de Baker, NV   | I-70 / US 6 / US 50 à la frontière du Colorado près de Cisco | 1936  |                            |
| US 40  | 174,62        | 281,03        | I-80 / US 189 près de Park City                           | US 40 à la frontière du Colorado près de Dinosaur, CO        | 1926  |                            |
| US 50  | 334,92        | 539,00        | US 6 / US 50 à la frontière du Nevada près de Baker, NV   | I-70 / US 6 / US 50 à la frontière du Colorado près de Cisco | 1926  |                            |
| US 89  | 502,58        | 808,82        | US 89 à la frontière de l'Arizona près de Big Water       | US 89 à la frontière de l'Idaho au Lac Bear                  | 1926  |                            |
| US 89A | 3,00          | 4,83          | US 89A à la frontière de l'Arizona à Kanab                | US 89 à Kanab                                                | 1960  |                            |
| US 91  | 45,27         | 72,86         | I-15 près de Brigham City                                 | US 91 à la frontière de l'Idaho près de Lewiston             | 1926  |                            |
| US 163 | 41,41         | 66,64         | US 163 à la frontière de l'Arizona à Monument Valley      | US 191 à Bluff                                               | 1970  |                            |
| US 189 | 29,22         | 47,02         | I-15 près de Provo                                        | I-80 / US 189 à la frontière du Wyoming près d'Evanston, WY  | 1938  |                            |
| US 191 | 404,17        | 650,45        | US 191 à la frontière de l'Arizona près de Tselakai Dezza | US 191 à la frontière du Wyoming près de Manila              | 1981  |                            |
| US 491 | 17,02         | 27,39         | US 491 à la frontière du Colorado près de Monticello      | US 191 à Monticello                                          | 2003  | Tracé de l'ancienne US 666 |
|        |               |               |                                                           |                                                              |       |                            |